# Charles Freer Andrews
Charles Freer Andrews, znany także jako C.F. Andrews (ur. 12 lutego 1871 w Newcastle upon Tyne w Anglii w Wielkiej Brytanii; zm. 5 kwietnia 1940 w Kalkucie w Indiach) – pastor kościoła anglikańskiego, misjonarz, nauczyciel i działacz społeczny i niepodległościowy w Indiach i Afryce Południowej; bliski przyjaciel Mahatmy Gandhiego i jego współpracownik; także pisarz i tłumacz (z języka bengalskiego).
Przez Gandhiego i jego uczniów zwany także jako Deenabandhu czyli "Przyjaciel biednych".

## Ważne publikacje
- The Relation of Christianity to the Conflict between Capital and Labour (1896)
- The Renaissance in India: its Missionary Aspect (1912)
- Non-Co-Operation (Madras: Ganesh & Co., 1920)
- Christ and Labour (1923)
- Mahatma Gandhi His Life and Works (1930); nowa edycja wydana przez Starlight Paths Publishing w 2007 ze słowem wstępnym Arun Gandhi
- What I Owe to Christ (1932)
- The Sermon on the Mount (1942)